# Mycetophila vaurasi
Mycetophila vaurasi är en tvåvingeart som beskrevs av Lane 1958. Mycetophila vaurasi ingår i släktet Mycetophila och familjen svampmyggor. Inga underarter finns listade i Catalogue of Life.